# Paolino da San Bartolomeo
Paolino da San Bartolomeo, al secolo Johann Philipp Wesdin, noto anche come Paulinus von St. Bartholomaus o Paulinus von Heilig Bartholomaus o Paulinus a Sancto Bartholomaeo (Hof am Leithaberge, 25 aprile 1748 – Roma, 7 gennaio 1806), è stato un religioso, orientalista e storico austriaco.

## Biografia
Nato in un piccolo villaggio dell'Impero austriaco, parte attualmente della Bassa Austria, entrò in giovane età nell'Ordine dei Carmelitani Scalzi assumendo il nome di Paulinus von Heilig Bartholomaus (in italiano: Paolino da San Bartolomeo). Missionario, molto versato nelle lingue (parlava tedesco, latino, greco,  ebraico, ungherese, italiano, portoghese, inglese, sanscrito e alcuni dialetti dell'India), insegnò lingue orientali per sette anni al Collegio di Propaganda Fide a Roma e nel 1776 fu inviato nel Malabar, in India, dove fra l'altro si dedicò allo studio della lingua sanscrita. Fu uno dei primi a rilevare l'affinità fra il sanscrito e le lingue indoeuropee. 
Ritornato in Italia nel 1789, a Roma padre Paolino entrò in contatto col cardinale Stefano Borgia, segretario di Propaganda Fide, studioso antiquario e mecenate, il quale nella città natale, Velletri, aveva creato un museo molto ricco di reperti e documenti (Museo Borgiano). Il card. Borgia nominò Paolino da San Bartolomeo segretario privato e finanziò la pubblicazione di numerosi volumi di indologia fra cui la prima grammatica europea del sanscrito (Sidharubam seu Grammatica Samscrdamica) pubblicata a Roma nel 1790. Scrisse anche in italiano un ampio saggio sull'India (Viaggio alle Indie Orientali) che venne tradotto nelle principali lingue europee.
Paolino da San Bartolomeo scrisse infine una commossa biografia del cardinale Borgia, deceduto improvvisamente a Lione mentre accompagnava Pio VII da Napoleone. Morì due anni dopo il card. Borgia.

## Opere
- Paolino da San Bartolomeo, Viaggio alle Indie Orientali umiliato alla Santita di N. S. Papa Pio Sesto pontefice massimo da fra Paolino da S. Bartolomeo carmelitano scalzo, Roma, presso Antonio Fulgoni, 1796.
- (FR) Paolino da San Bartolomeo, Voyage aux Indes Orientales, par le p. Paulin de S. Barthelemy, missionnaire; traduit de l'italien ... avec les observations de Mm. Anquetil du Perron, J. R. Forster et Silvestre de Sacy; et une dissertation de M. Anquetil sur la proprieté, A Paris, chez Tourneisen fils, libraire, rue de Seine, n 12, 1808.
- (LA) Paulinus a S. Bartholomaeo, Amarasinha. Sectio prima de caelo ex tribus ineditis codicibus indicis manuscriptis curante P. Paulino a S. Bartholomaeo ..., Romae, apud Antonium Fulgonium, 1798.
- (FR) Paulinus von Heilig Bartholomaus, Atlas pour servir au voyage aux Indes orientales. Par le p. Paulin de Saint-Barthelemy, missionaire, A Paris, chez Tourneisen fils, 1808.
- (LA) Paulinus a S. Bartholomaeo, De basilica S. Pancratii M. Christi disquisitio. Auctore P. Paulino a S. Bartholomaeo, Romae, apud Antonium Fulgonium, 1803.
- (EN) Paulinus a S. Bartholomaeo, Dissertation on the Sanskrit language, Paulinus a S. Bartholomaeo, a reprint of the original Latin text of 1790, together with an introductory article, a complete English translation, and an index of sources by Ludo Rocher, Amsterdam, J. Benjamin, 1977.
- (LA) Paulinus a S. Bartholomaeo, Examen historico criticum codicum indicorum bibliothecae Sacrae Congregationis de propaganda fide, Romae, ex typ. S. C. de Propaganda Fide, 1792.
- (LA) Paulinus a S. Bartholomaeo, India orientalis christiana continens fundationes ecclesiarum, seriem episcoporum, Auctore P. Paulino a S. Bartholomaeo carmelita discalceato, Romae, typis Salomonianis, 1794.
- (LA) Paulinus a S. Bartholomaeo, Jornandis vindiciae de Var Hunnorum auctore p. Paulino a S. Bartolomeo carmelita discalceato ..., Romae, Apud Antonium Fulgonium, 1800.
- (LA) Paolino da San Bartolomeo, Monumenti indici del Museo Naniano illustrati dal P. Paolino da S. Bartolomeo, In Padova, nella Stamperia del Seminario, 1799.
- (LA) Paulinus a S. Bartholomaeo, Mumiographia Musei Obiciani exarata a P. Paulino a S.Bartholomaeo carmelita discalceato, Patavii, ex Typographia Seminarii, 1799.
- (LA) Paulinus a S. Bartholomaeo, Musei Borgiani Velitris codices manuscripti Avenses Peguani Siamici Malabarici Indostani animadversionibus historico-criticis castigati et illustrati accedunt monumenta inedita, et cosmogonia Indico-Tibetana, auctore p. Paulino a S. Bartholomaeo ..., Romae, apud Antonium FUgonium, 1793.
- (LA) Paulinus a S. Bartholomaeo, Sidharubam seu Grammatica Samscrdamica. Siddarupam. Cui accedit Dissertatio historico-critica in linguam Samscrdamicam vulgo Samscret dictam, in qua huius linguae exsistentia, origo, praestantia, antiquitas, extensio, maternitas ostenditur, libri aliqui ea exarati critice recensentur, & simul aliquae antiquissimae gentilium orationes liturgicae paucis attinguntur, & explicantur auctore Fr. Paulino a S. Bartholomaeo ..., Romae, ex typographia Sacrae Congregationis de Propaganda Fide, 1790.
- (LA) Paulinus a S. Bartholomaeo, Systema Brahmanicum liturgicum mythologicum civile ex monumentis Indicis musei Borgiani Velitris dissertationibus historico-criticis illustravit fr. Paullinus a S. Bartholomaeo carmelita discalceatus Malabariae missionarius Academiae Volscorum Veliternae socius, Romae, apud Antonium Fulgonium, 1791.
- (LA) Paulinus a S. Bartholomaeo, Vitae synopsis Stephani Borgiae S.R.E. cardinalis amplissimi S. Congr. De Propaganda fide praefecti curante p. Paulino a S. Bartholomaeo carmelita discalceato ..., Romae, apud Antonium Fulgonium, 1805.
- (LA) Paulinus a S. Bartholomaeo, Vyacarana seu Locupletissima Samscrdamicae linguae institutio in usum Fidei praeconum in India Orientali, et virorum litteratorum in Europa adornata a P. Paulino a S. Bartholomaeo Carmelita discalceato, Romae, typis S. Congreg. de Propag. Fide, 1804.
- (LA) Paulinus a S. Bartholomaeo, Notitia topographica, civilis, politica, religiosa missionis Malabaricae ad finem saeculi 18. / auctore r. P. Paulino a S. Bartholomaeo, O. C. D, Romae, apud Curiam generalitiam, 1937, Tip. A. Manuzio.